# Wolfratshauser Forst

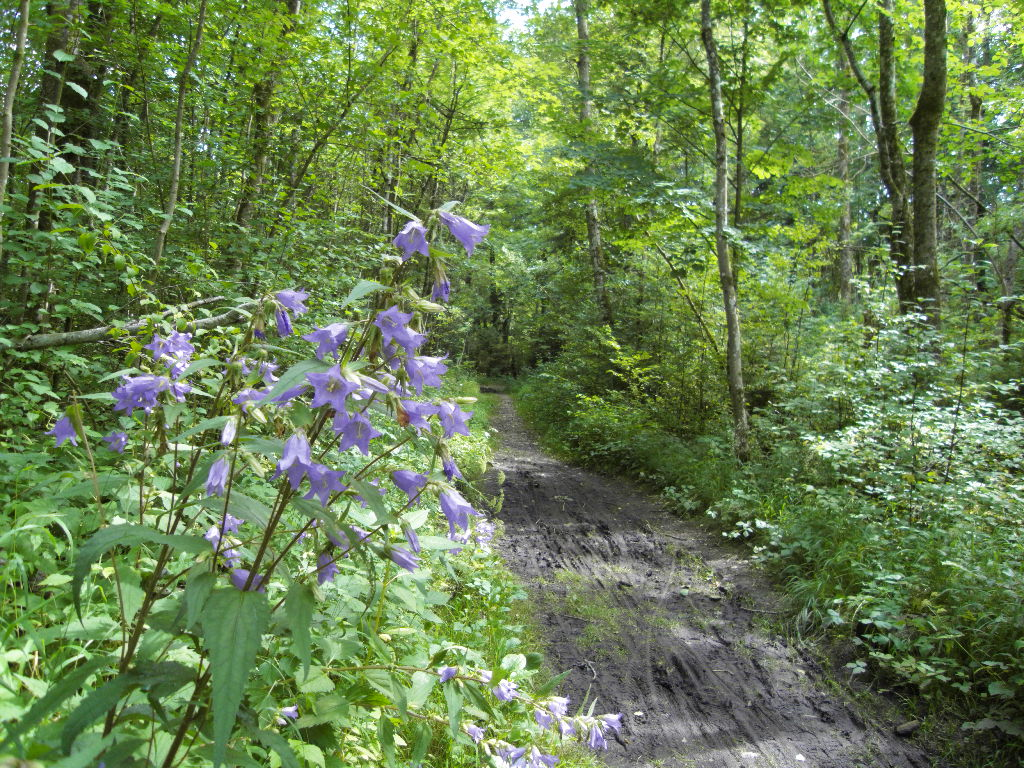
Radweg im Wolfratshauser Forst

Der Wolfratshauser Forst ist ein rund 4,28 km² großes gemeindefreies Gebiet im Landkreis Bad Tölz-Wolfratshausen in Bayern. Er liegt größtenteils im Naturschutzgebiet Isarauen zwischen Schäftlarn und Bad Tölz.

## Geographie
Der Wolfratshauser Forst ist ein Staatsforst im Isartal südlich von Wolfratshausen.

## Geschichte
Ab 1937 wurden im damals noch weit größeren Wolfratshauser Forst getarnte Munitionsfabriken und andere Rüstungseinrichtungen errichtet. Bis zu 4.000 Zwangsarbeiter waren dort bis 1945 eingesetzt. 1950 entstand auf dem Gelände der Munitionsfabriken die heutige Stadt Geretsried.